# Vickers Valparaiso
El Vickers Valparaiso fue un bombardero ligero biplano británico de la década de 1920. Fue diseñado por Vickers como un desarrollo de su Vixen para exportación, siendo vendido a Portugal y Chile.

## Diseño y desarrollo
El Vickers Valparaiso fue un derivado del Vixen I con fines de exportación. Se le cambió el nombre a Valparaiso para distinguirlo del Vixen, que como utilizaba equipo gubernamental clasificado, no estaba disponible para la exportación. Había dos versiones disponibles, una propulsada por el mismo motor Napier Lion que el Vixen, conocida como Type 93 Valparaiso I, y el Type 92 Valparaiso II, que lo estaba por el motor Rolls-Royce Eagle. Aparte de sus motores, los Valparaiso eran muy similares al Vixen I, siendo ambos biplanos de un solo vano con alas de madera y fuselaje de tubos de acero. Ambas versiones fueron adquiridas por Portugal, que encargó diez Valparaiso I y cuatro Valparaiso II, con los aviones con motor Lion sirviendo como bombarderos de reconocimiento y los Valparaiso II de menor potencia, como entrenadores avanzados. En 1928, Portugal decidió producir bajo licencia un Valparaiso modificado, propulsado por un motor radial Gnome et Rhône Jupiter, y un solo ejemplar  fue modificado por Vickers para utilizar el Jupiter, seguido de la producción de 13 aviones, designados Type 168 Valparaiso III por OGMA (Oficinas Gerais de Material Aeronáutico).

## Historia operacional

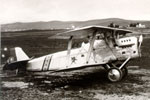
Vickers Valparaiso I del servicio portugués.

Los aviones portugueses demostraron ser un éxito en servicio, con dos de ellos realizando un viaje de larga distancia desde Portugal hasta sus colonias africanas de Angola y Mozambique y regreso en 1928, y el éxito del avión resultó en la decisión de producir bajo licencia el Valparaiso III. Los Valparaiso con propulsión radial también demostraron ser exitosos en el servicio portugués, permaneciendo operativos hasta 1943, siendo finalmente reemplazados por los Westland Lysander.
Un único Valparaiso I (en realidad el prototipo) fue vendido por Vickers a Chile en 1924. Tuvo éxito en el servicio chileno, lo que resultó en un pedido de otros 18 aviones modificados, que volvieron al nombre original de Vixen, como Vixen V.

## Variantes
Type 93 Valparaiso I
Versión de exportación del Vickers Vixen, propulsada por Napier Lion. 11 construidos.
Type 92 Valparaiso II
Versión con motor Rolls-Royce Eagle. Cuatro construidos.
Type 168 Valparaiso III
Versión propulsada por un motor radial Jupiter para Portugal. 13 fabricados con licencia por OGMA.

## Operadores
Chile
- Fuerza Aérea de Chile

 Portugal
- Aeronáutica Militar (Aviación del Ejército portugués)

## Especificaciones (Valparaiso I)
Referencia datos: Vickers Aircraft Since 1908 

### Características generales
- Tripulación: Dos (piloto y observador)
- Longitud: 8,8 m (29 ft)
- Envergadura: 12,2 m (40 ft) (superior); 10,52 m (inferior)
- Altura: 3,6 m (11,7 ft)
- Superficie alar: 48,9 m² (526,4 ft²)
- Peso vacío: 1419 kg (3127,5 lb)
- Peso cargado: 2141 kg (4718,8 lb)
- Planta motriz: 1× motor lineal de 12 cilindros en W refrigerado por agua Napier Lion.
  - Potencia: 349 kW (481 HP; 475 CV)
- Hélices: Bipala de paso fijo

### Rendimiento
- Velocidad máxima operativa (Vno): 219 km/h (136 MPH; 118 kt) a 3000 m (10 000 pies)
- Velocidad crucero (Vc): 177 km/h (110 MPH; 96 kt) [8]
- Alcance: 890 km (481 nmi; 553 mi) a 3000 m (10 000 pies) y 180 km/h
- Techo de vuelo: 5900 m (19 357 ft)
- Tiempo a altitud: 10 min 15 s para 3000 m (10 000 pies)

### Armamento
- Ametralladoras: 

  - 2x Vickers de 7,7 mm frontal fija
  - 1x Lewis de 7,7 mm en cabina del observador

## Aeronaves relacionadas

### Desarrollos relacionados
- Vickers Vixen
- Vickers Venture

### Secuencias de designación
- Secuencia Numérica (interna de Vickers): ← 87 - 89 - 91 - 92 - 93 - 94 - 95 - 96 -- 115 - 116 - 117 - 118 - 119 - 120 - 121 -- 162 - 163 - 166 - 168 - 169 - 170 - 171 →